# Cervinara
Cervinara – miejscowość i gmina we Włoszech, w regionie Kampania, w prowincji Avellino.
Według danych na 1 stycznia 2022 roku gminę zamieszkiwało 8776 osób (4258 mężczyzn i 4518 kobiet).